# 全球发展倡议
全球发展倡议（全称：全球发展倡议：加快落实2030年可持续发展议程，推动实现更加强劲、绿色、健康的全球发展），是中国于2021年提出的全球性倡议，被视为是继中共中央总书记习近平于2013年提出的一带一路倡议之后，中国向国际社会提供的又一重要公共产品和合作平台。截至2022年9月，已有100多个国家和国际组织表示支持全球发展倡议，60多个国家加入全球发展倡议之友小组。

## 内涵
2021年9月21日，中国国家领导人习近平出席第七十六届联合国大会一般性辩论，并在题为《坚定信心 共克时艰 共建更加美好的世界》的重要讲话中提出“全球发展倡议”。
2022年6月，中国国家领导人习近平主持全球发展高层对话会，会议主题为“构建新时代全球发展伙伴关系，携手落实2030年可持续发展议程”。会议发布《主席声明》，附件列出32项务实合作举措。

### 核心理念[5]
坚持发展优先、坚持以人民为中心、坚持普惠包容，不让任何一国、任何一人掉队、坚持创新驱动、坚持人与自然和谐共生、坚持行动导向。

### 重点领域[7]
减贫脱贫、粮食安全、抗疫和疫苗、发展筹资、气候变化和绿色发展、工业化、数字经济、数字时代互联互通。

### 推进路径和原则[8]
围绕中心：坚持发展优先，紧扣落实2030年议程的中心任务
项目引领：坚持行动导向，推进政策对话、经验分享、能力建设和务实合作
各方参与：以联合国为重要合作伙伴，以“之友小组”国家为主体，打造合作样本，带动其他各方参与
加大投入：用好“全球发展和南南合作基金”和“中国-联合国和平与发展基金”，汇聚更多资源，鼓励各方在感兴趣的领域带资参与合作项目
全面推进：加强倡议各领域合作，全面服务2030年议程所有17项可持续发展目标落实
突出重点：全面推进倡议的同时，聚焦当前紧迫挑战，共同应对粮食、减贫、能源安全、产业链供应链紊乱等突出问题

## 全球发展倡议之友小组

### 成立
2022年1月，中华人民共和国常驻联合国代表团举行“全球发展倡议之友小组”启动会议，这一会议的召开，标志小组正式成立。联合国常务副秘书长阿明娜、时任副秘书长刘振民到会致辞、联合国秘书长非洲问题特别代表、联合国开发计划署副署长、联合国妇女署副执行主任等20多家联合国机构负责人与会发言。来自100多个国家代表踊跃参会，包括80多国大使。
阿明娜在致辞中表示，联合国欢迎并支持全球发展倡议，相信倡议将确保国际社会践行“不让任何人掉队”目标，并认为倡议彰显了中国对落实可持续发展目标的一贯承诺，期待与小组开展下步务实合作。
目前，已有60多个国家加入“全球发展倡议之友小组”。

### 活动
2022年5月，“全球发展倡议之友小组”高级别视频会议召开，会议主题为“深化全球发展倡议合作，加快2030年议程落实”。中国国务委员兼外长王毅以视频方式出席开幕式并致辞。泰国、哈萨克斯坦、巴基斯坦、古巴等国外长，时任联合国负责经济和社会事务的副秘书长刘振民、联合国开发计划署署长施泰纳、联合国粮农组织总干事屈冬玉以及联合国环境署、人口基金、儿童基金会、妇女署、工业发展组织等机构负责人在会议上发言。
联合国秘书长古特雷斯发表视频致辞时说：“我们正快速接近实现可持续发展目标进程的中间点，但却遭遇挫折，我们必须也能够做得更好，围绕全球发展倡议开展的讨论可以带来显著变化，促进各国在发展领域取得进展”。
2022年9月，“全球发展倡议之友小组”部长级会议在纽约举行，主题是“深化全球发展倡议合作，加快落实2030年议程”。联合国秘书长古特雷斯视频致辞，柬埔寨副首相兼外交大臣布拉索昆、老挝副总理兼外长沙伦赛、泰国副总理兼外长敦、埃塞俄比亚副总理兼外长德梅克，蒙古国、马来西亚、斯里兰卡、乌兹别克斯坦、塔吉克斯坦、沙特、埃及、阿尔及利亚、摩洛哥、突尼斯、尼日利亚、塞拉利昂、津巴布韦、尼加拉瓜等近40国外长及小组成员常驻联合国代表，联合国开发计划署、联合国粮农组织、国际移民组织、国际可再生能源署等国际机构负责人出席。
古特雷斯表示，全球发展倡议为应对共同挑战、加快建设更可持续、包容的未来做出了宝贵贡献。
会上，中国政府介绍了中国落实全球发展倡议取得的积极成果，就国际社会形成合力推进倡议提出三点建议，并宣布中国愿与联合国发展机构加强战略对接，同“之友小组”国家一道，为落实2030年议程再采取七大行动。会议期间，中国国务委员兼外长王毅代表中国政府向联合国赠送了全球耕地、森林覆盖等6套全球可持续发展数据产品，为各国更好实现粮食安全、陆地生态保护等可持续发展目标提供数据支持。会议发布了新闻声明。